# Camp (stil)

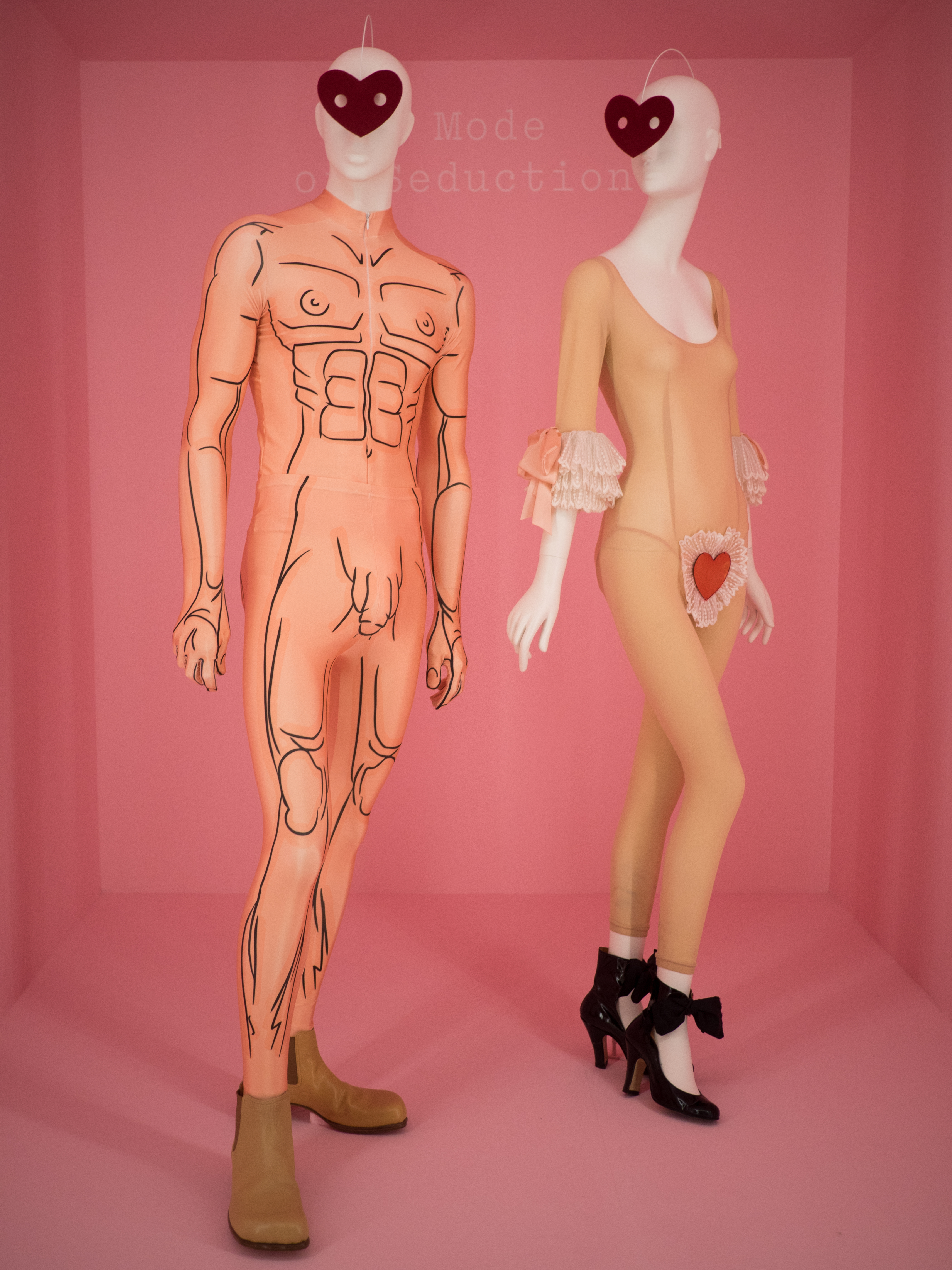
Manechine în cadrul expoziției Camp: Notes on Fashion, Met Gala 2019.</br>

Camp este un stil estetic care are ca bază găsirea atractivității în obiecte de prost gust, prezentate într-o manieră ironică. În timp ce arta elevată caută să promoveze valori ca frumusețea și echilibrul, camp-ul se axează pe impetuozitate și dinamism. Stilul vizual este strâns legat de cultura gay.
În Statele Unite, termenul a captat atenția națională odată cu publicarea eseului definitoriu Notes on "Camp" de Susan Sontag, în 1964. Conform scriitoarei, esența stilului camp stă în „iubirea sa față de nenatural: de artificiu și exagerare”.
Balul Met și expoziția Institutului de Costume din New York au avut în 2019 tematica Camp: Notes on Fashion.

## Cultura populară

### Statele Unite
Homosexualii și-au amprentat integrarea în societate prin promovarea simțului estetic. Camp-ul este un solvent al moralității. El neutralizează indignarea morală, încurajând ludicul. – Susan Sontag, Notes on "Camp"
În 1964, filosoafa Susan Sontag publică eseul Notes on "Camp" în revista literară Partisan Review. Lucrarea încerca să definească tendința stilistică, enumerând totodată elemente ce aparțin canonului camp, precum lămpile Tiffany, ilustrațiile lui Aubrey Beardsley, operele lui Bellini și benzile desenate cu Flash Gordon. Eseul avea să fie inclus doi ani mai târziu în colecția Against Interpretation.

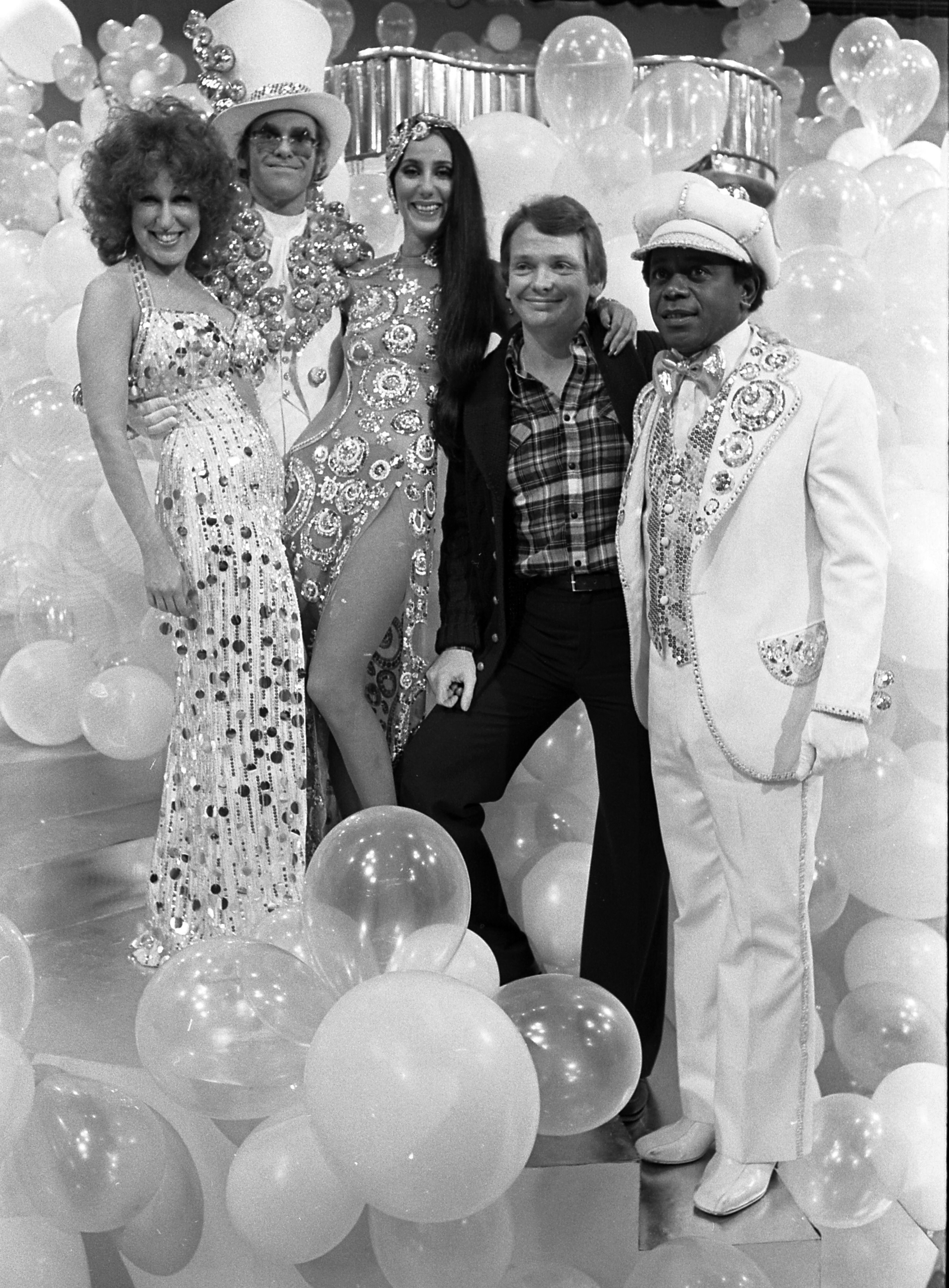
Figuri camp ale anilor '70: Bette Midler, Elton John, Cher, Bob Mackie și Filip Wilson.

Cântăreața și actrița americană Cher este considerată posesoarea titlului de „regină a stilului camp” datorită costumațiilor sale scandaloase. Ea a dobândit acest statut în anii '70, când și-a lansat emisiunile de varietăți în colaborare cu designerul Bob Mackie, și a devenit o prezență constantă la televiziunea americană din prime-time. Madonna este un alt exemplu camp. Potrivit autoarei Carol Queen, „întreaga ei carieră până la publicarea cărții Sex, inclusiv, a depins considerabil de reprezentări și viziuni camp asupra genului și sexului”. Pe parcursul carierei sale, și Madonna a fost numită „regină camp”.
Tema Galei Met din 2019 a fost Camp: Notes on Fashion, coprezidată de Anna Wintour, Serena Williams, Lady Gaga, Harry Styles și Alessandro Michele. Intrarea lui Lady Gaga a durat 16 minute, ea sosind la gală alături de un anturaj format din cinci dansatori cu umbrele, un make-up artist și un fotograf personal, pentru a-i surprinde ipostazele. Artista a sosit într-o rochie Brandon Maxwell roz aprins cu o trenă de 25 de metri, și a trecut printr-o serie de patru „dezvăluiri”, aducând un omagiu culturii drag, debutând de fiecare dată cu o nouă ținută, până a ajuns la look-ul final: lenjerie intimă și tocuri cu platformă. Alte ansambluri notabile au inclus-o pe Katy Perry purtând o rochie care semăna cu un candelabru, creată de Moschino, și pe Kacey Musgraves apărând ca o Barbie în mărime naturală.

### Marea Britanie
Umoristul Kenneth Williams a scris într-o însemnare de jurnal din 1 ianuarie 1947: „Am fost la Singapore cu Stan - o seară foarte camp, am fost observat, dar de niște siluete jerpelite, așa că nu m-am obosit să fac avansuri.”
Deși se aplică tuturor bărbaților homosexuali, camp este un adjectiv folosit în special pentru a descrie un bărbat care își etalează sexualitatea prin veșminte stridente sau un comportament excentric. Camp-ul reprezintă un element popular în cultura britanică, multe icoane gay fiind alese ca atare pentru că sunt camp. Artiști precum Elton John, Lulu, Graham Norton, și Mika, ori tradiția music-hall-ului și a pantomimei, sunt elemente camp în cultura populară.

### Eurovision
Începând cu anul 2000, Concursul Muzical Eurovision a prezentat un element de camp din ce în ce mai pronunțat, devenind un eveniment de referință în rândul comunității gay. Dat fiind că este un spectacol vizual, mulți dintre artiștii Eurovision încearcă să atragă atenția votanților prin alte mijloace decât muzica, ceea ce duce uneori la trucuri bizare și la ceea ce unii critici au numit „unitatea kitsch a Eurovisionului”, prin care sunt încapsulate toate prestațiile caricaturale.